# Nieuwenhovenpolder
De Nieuwenhovenpolder is een polder ten noordwesten van Nieuwvliet, behorende tot de Polders van Cadzand, Zuidzande en Nieuwvliet.
Het betrof een indijking van een schorrengebied in de monding van het Zwarte Gat, welke verricht werd in 1554 door Gheron en Jaques Adornis. De aldus ontstane polder heeft een oppervlakte van 88 ha. Ze wordt tegenwoordig grotendeels in beslag genomen door de grootschalige campings Pannenschuur en Boshoeve.
De polder wordt begrensd door de Nieuwenhovendijk, de Lampsinsdijk, de Adornisdijk en de Zeedijk.